# 308 Polyxo
308 Polyxo eller 1950 FQ är en reltativt stor asteroid i huvudbältet, som upptäcktes den 31 mars 1891 av den franske astronomen Alphonse Borrelly. Den fick senare namn efter Polyxo, en najad i den grekiska mytologin.
Polyxos senaste periheliepassage skedde den 19 mars 2020.[Uppdatering behövs] Dess rotationstid har beräknats till 12,03 timmar.